# 泽西岛铁路
泽西岛铁路（英語：Jersey Railway）开通于1870年，最初是一条标准轨距铁路，共计3.75英里（6.0）长。泽西岛铁路位于海峡群岛的泽西岛。1884年，泽西岛铁路改建为窄轨铁路，最终在1936年关闭。

## 历史

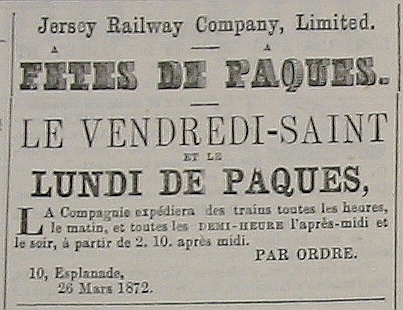
1872的广告：复活节列车

## 路线

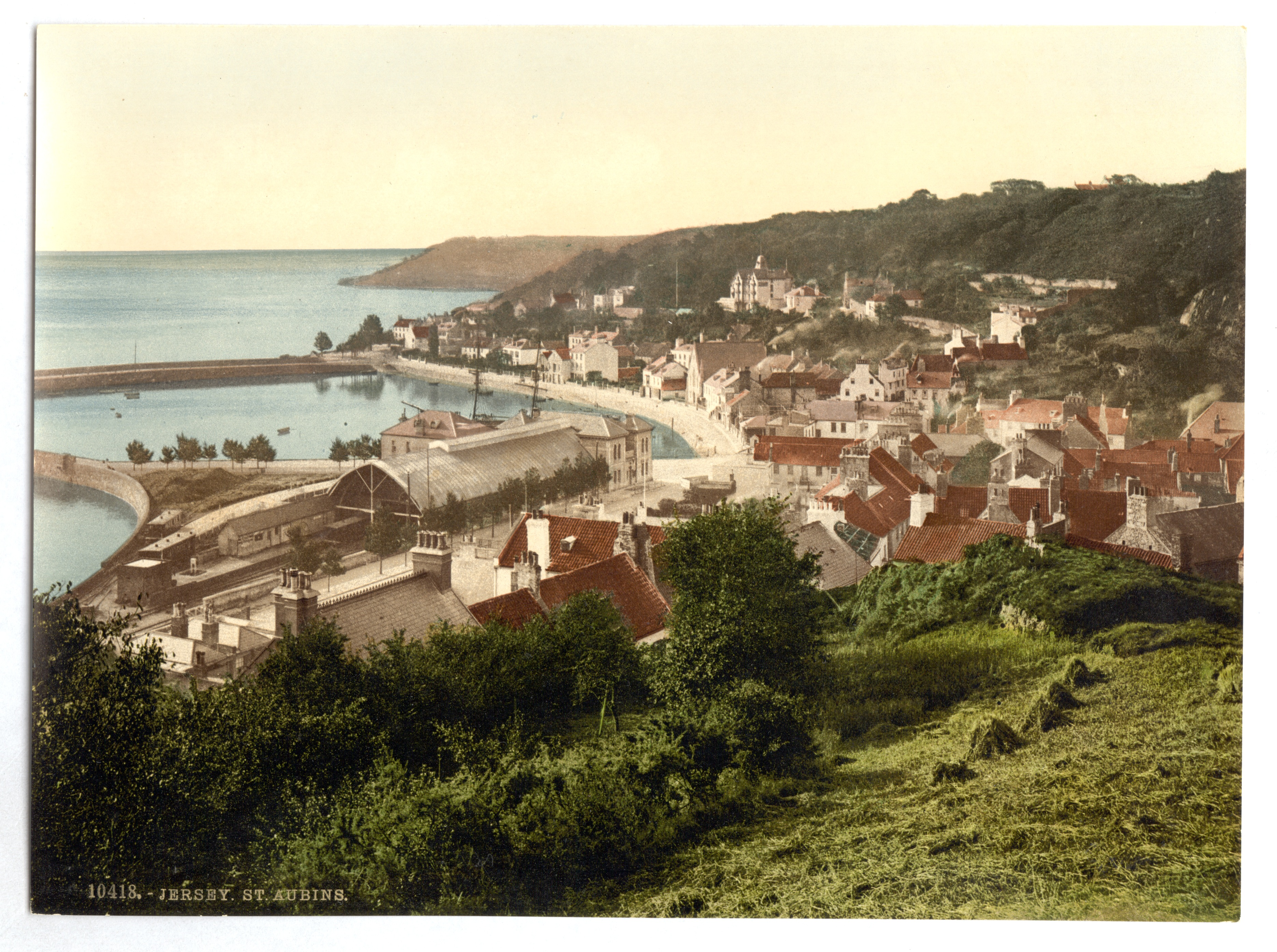
Saint Aubin的画作，显示了火车站

## 遗迹

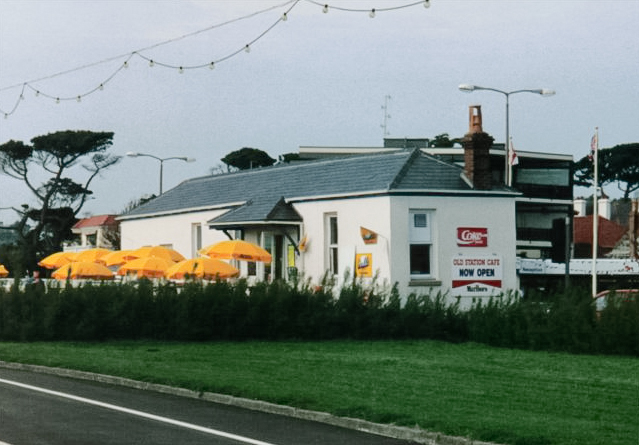
前Millbrook车站建筑，现在是“老站咖啡馆”
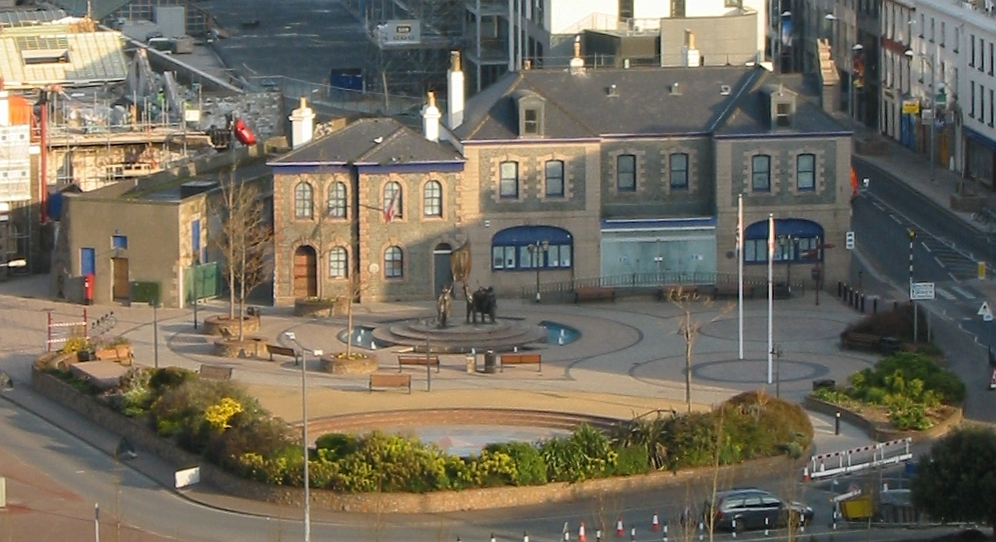
前St Helier火车站的前脸，后面是解放汽车站和建筑工地
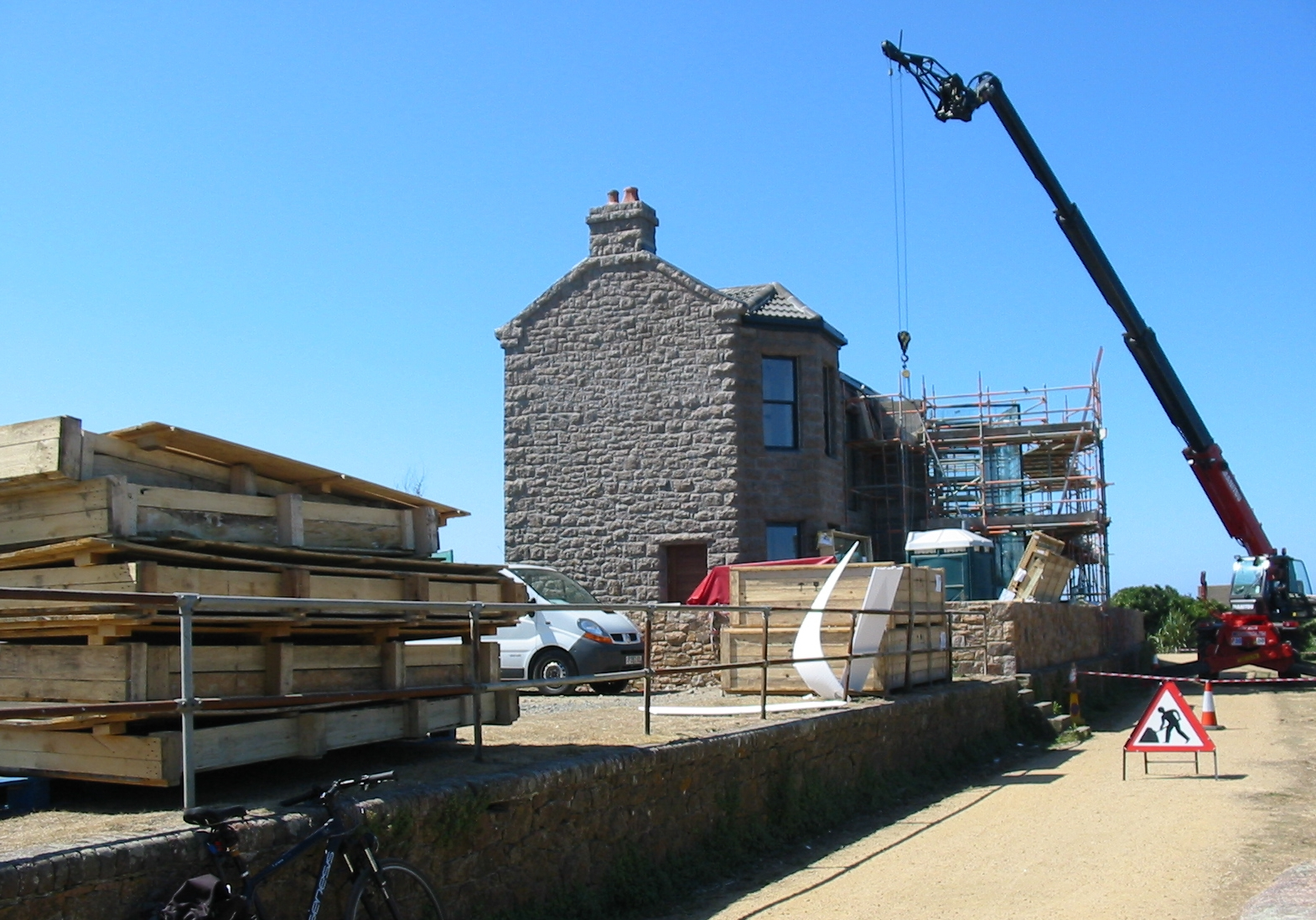
La Corbière的老火车站已经在2008年改建为住宅

## 链接
- Photo  （页面存档备份，存于）
- Photo of St Aubin Station
- Photo of Locomotive No.3 at the Corbiere Platform of St Aubin station c1906 [永久]

49°11′10″N 2°06′25″W / 49.186°N 2.107°W